# الزريبة (بارق)
الزريبة: قرية بمحافظة بارق في جنوب المملكة العربية السعودية. تقع في شرقي إمارة بارق على مسافة خمسة أكيال تقريباً، ويبلغ تعداد سكانها 247 نسمة حسب الإحصاء الذي جرى عام 2004.

## التسمية
الزريبة - بفتح الزاي وكسر الراء وإسكان الياء المثناة التحتية وفتح الباء الموحدة وآخره هاء - والزريبة عندهم هي حظيرة الماشية.

## الموقع
تقع الزريبة في غربي الثمالة، شمال الحماطة، جنوب النصب، وشرق القفيل وتجاورها.